# Чёрный чемодан — двойная игра
«Чёрный чемодан — двойная игра» (англ. Black Bag) — американский художественный фильм режиссёра Стивена Содерберга с Кейт Бланшетт и Майклом Фассбендером в главных ролях. Вышел в прокат 14 марта 2025 года.

## Синопсис
Джордж Вудхаус и его жена Кэтрин — высококлассные агенты разведки, счастливо женатые на протяжении многих лет. Преданные друг другу не меньше, чем работе, они научились находить баланс, не вдаваясь в подробности о своих делах. Но однажды Джорджу сообщают, что Кэтрин — главная подозреваемая в государственном преступлении. Теперь мужчине придётся решить, кому он больше предан — своему браку или стране.

## Сюжет
Офицер британской разведки Джордж Вудхаус получает от своего непосредственного начальника Филипа Мичема ровно одну неделю на расследование утечки сверхсекретной программы под кодовым названием «Севе́р». В списке пятеро подозреваемых, и в том числе жена Джорджа, Кэтрин Сент-Джин, которая тоже служит в разведке. Следующим вечером он приглашает остальных четырёх подозреваемых, также своих коллег-разведчиков, на званый ужин. Подозреваются специалист по спутниковым снимкам Кларисса Дюбоз, штатный психиатр агентства Зои Вон и ещё двое оперативников — Фредди Смоллз, парень Клариссы, и Джеймс Стоукс, парень Зои. Джордж заранее добавляет в еду психоактивные вещества, чтобы развязать гостям язык, которых он вовлекает в психологическую игру, пытаясь узнать о них ещё больше. Среди прочего, выясняется, что Фредди изменяет Клариссе, которая в порыве гнева всаживает в руку мужчины нож для разделки стейков.
В тот же вечер Мичем умирает от сердечного приступа, выпивая у себя дома. Джордж сосредотачивается на Кэтрин после того, как находит билет в кинотеатр в мусорной корзине её комода, хотя в ходе их разговора утром она говорит так, будто не видела фильм. Подменив дежурные пропуски, он хитростью получает доступ в её кабинет, входит в её компьютер и узнает, что она должна лететь в Швейцарию. Он убеждает Клариссу перенаправить шпионский спутник и видит, как в Цюрихе Кэтрин встречается с российским перебежчиком Куликовым. Позже Джеймс сообщает Джорджу, что у Кэтрин есть доступ к банковскому счёту в Цюрихе на 7  миллионов фунтов стерлингов в офшоре. На сеансе психиатра Зои спрашивает, что для Кэтрин важнее: карьера или брак. На следующий сеанс к Зои приходит Джеймс, и они разрывают свои отношения.
Выясняется, что за те нескольких минут, пока Джордж перенаправлял спутник, наблюдая за встречей Кэтрин в Цюрихе, из конспиративной квартиры в Лихтенштейне исчезает  другой российский перебежчик. В его руках находится с копия программы «Север», которая способна вызвать расплавление любого ядерного реактора, и теперь он направляется в Восточную Европу. Кларисса рассказывает Фредди, с которым она помирилась, о участии в перенаправлении спутника, а Фредди тайно предупреждает Кэтрин о подозрениях Джорджа на её счёт. Затем уже Кэтрин использует Клариссу, чтобы выследить перебежчика, подозревая, что начальник разведки Артур Штиглиц намеренно слил «Север» для того, чтобы спровоцировать ядерный кризис и тем самым дестабилизировать российское правительство, хотя это приведёт к гибели тысяч невинных людей. Она сливает местонахождение перебежчиков своему контакту в ЦРУ, что приводит к удару беспилотника, который убивает их во время поездки через Польшу. Джордж подвергает всех подозреваемых, кроме Кэтрин, проверке на полиграфе, чтобы определить, кто может стоять за утечкой. Той же ночью пара сравнивает записи и понимает, что кто-то целенаправленно подставляет их обоих.
Они приглашают остальных четверых подозреваемых на второй званый ужин. Вместо того, чтобы подавать блюда, Кэтрин кладёт на стол пистолет, а Джордж объявляет, что они будут играть в игру, в которой он задаёт каждому из гостей по одному вопросу. Его вопросы раскрывают несколько секретов, в том числе то, что у Фредди и Зои был роман, и что Зои узнала о программе Севера от Джеймса и попыталась остановить её распространение из-за своей веры в Бога. Джордж заявляет, что было два заговора: один — Штиглица и Джеймса — слить Север и вызвать ядерный кризис, и другой — Зои и Фредди — чтобы использовать Кэтрин ради предотвращения кризиса. Джеймс хватает пистолет, признается в заговоре со Штиглицем и убийстве Мичема, после чего дважды стреляет в Джорджа. Однако пистолет был заряжен холостыми патронами, и в это время Кэтрин достаёт из своей сумки пистолет и убивает Джеймса выстрелом в голову, после чего предупреждает оставшихся коллег никогда больше не эксплуатировать её и Джорджа взаимную верность в браке. Оставшиеся коллеги помогают завернуть труп Джеймса в ковёр, который Джордж топит в озере.
На следующий день Кэтрин сообщает Штиглицу, что его заговор провалился, и предлагает ему самому добровольно уйти в отставку, иначе он будет убит. Она и Джордж подтверждают свою любовь друг к другу. На вопрос Кэтрин Джордж отвечает, что счёт в банке Цюриха на 7  миллионов фунтов стерлингов все ещё нетронут.

## В ролях
- Кейт Бланшетт — Кэтрин Сент-Джин
- Майкл Фассбендер — Джордж Вудхаус
- Мариса Абела — Кларисса Дюбоуз
- Том Бёрк — Фредди Смоллс
- Наоми Харрис — доктор Зои Воган
- Реге-Жан Пейдж — полковник Джеймс Стоукс
- Пирс Броснан — Артур Стиглиц
- Густаф Скарсгард — Мичем

## Производство и релиз
О начале работы над фильмом стало известно в январе 2024 года. Режиссёром стал Стивен Содерберг, главные роли получили Кейт Бланшетт и Майкл Фассбендер. Производством и дистрибьюцией занялась компания Focus Features, заплатившая за проект, по неофициальным данным, 60 млн долларов. Съёмки начались в Лондоне в мае 2024 года. Сценарий картины написал Дэвид Кепп.
Фильм снимали в Лондоне, стараясь использовать известные и значимые локации, а также в Цюрихе. На экране появляются Вестминстер, Биг Бен, офисное здание Нова Билдинг в финансовом центре Лондона, храм Гроссмюнстер в Цюрихе.
Картина вышла в прокат 14 марта 2025 года. За первые две недели она собрала 27 миллионов долларов, из них 2,7 млн — в первый день. И в первый, и во второй уик-энд «Чёрный чемодан» занимал второе место по сборам.

## Оценки
На сайте-агрегаторе отзывов Rotten Tomatoes фильм получил рейтинг 96 % со средней оценкой 8,1 из 10. Рецензенты с этого ресурса охарактеризовали «Чёрный чемодан» как «образцовый шпионский трюк», «изящный по дизайну и пронизанный остроумием». На сайте Metacritic картина получила 85 баллов из 100, что означает «всеобщее признание». Зрители, опрошенные CinemaScore, дали ей среднюю оценку «В» по шкале от А+ до F, опрошенные PostTrak оценили «Чёрный чемодан» положительно в 75 % случаев, причём 51 % оказался готов рекомендовать просмотр другим.
Моника Кастильо из RogerEbert.com поставила фильму четыре звезды из четырех возможных как «умному, сексуальному триллеру», «абсолютно восхитительному, изящному развлечению». Марк Хэнсон из Slant Magazine оценил «Чёрный чемодан» негативно, как «третий акт» к другому фильму Содерберга, «Вне поля зрения». По его мнению, «когда фильм подходит к концу, возникает ощущение, что на самом деле ничего особенного не произошло, несмотря на все хитросплетения сюжета».